# بارهنگ

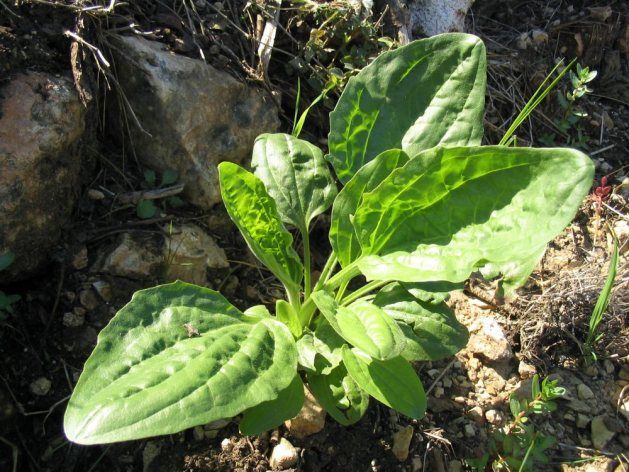

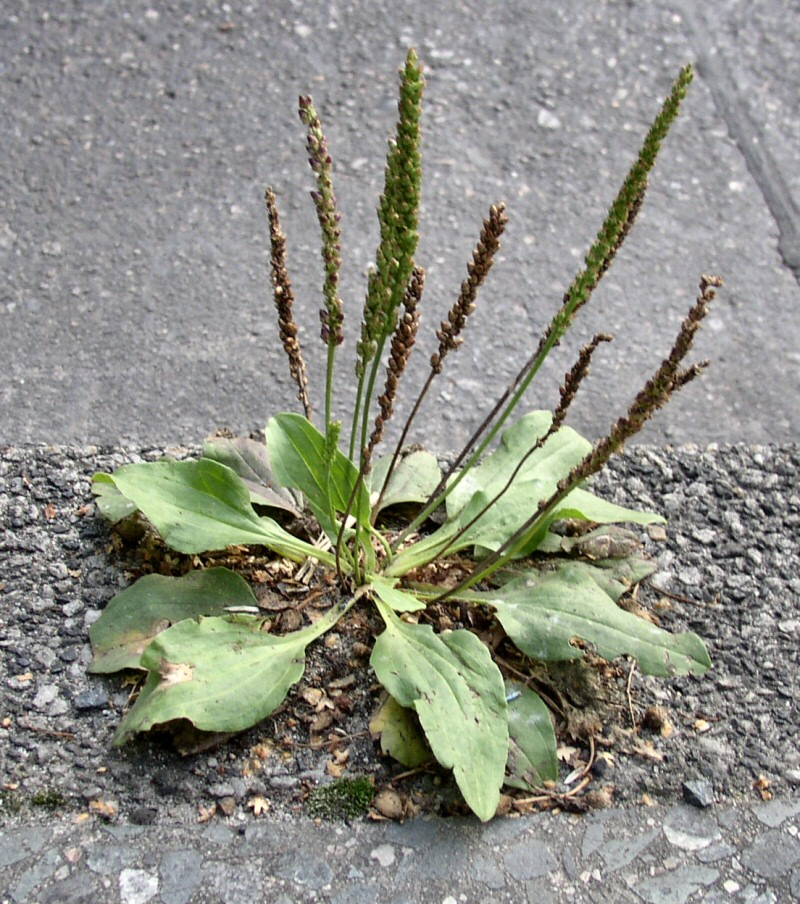

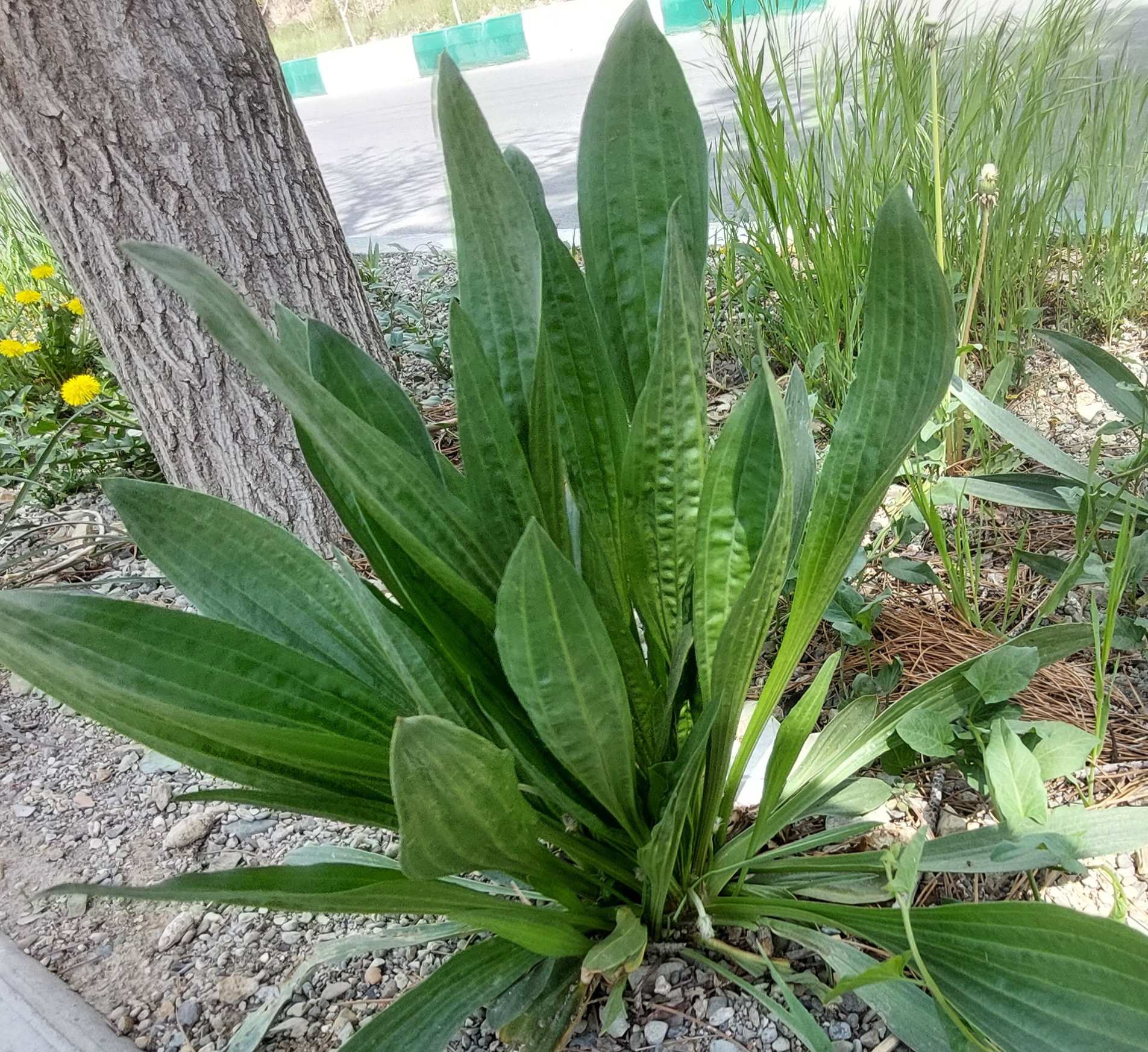
گیاه بارهنگ

بارهنگ (در متون طب سنتی ذنب الفار که لسان الحمل باشد و بارتنگ که گویا نام هندی آن است) (نام علمی: Plantago major L) گیاه چندساله‌ای از خانوادهٔ بارهنگیان است. بارهنگ گیاهی با بن و ریشه‌ای کوتاه است. ساقهٔ آن به طول ۷۰–۱۰ سانتی‌متر، متعدد ایستاده یا خیزان، فاقد شیار، مساوی یا کمی بلندتر از برگ‌ها است. برگ‌های آن تماماً طوقه‌ای، تخم‌مرغی پهن با ۹–۳ رگبرگ قوی و برجسته، کامل یا در حاشیه سینوسی، بی کرک یا کرکپوش، دارای دمبرگ نسبتاً بلند.
گل‌ها سبز متمایل به قهوه‌ای، کوچک مجتمع در خوشه‌های دراز استوانه‌ای. موسم گل‌دهی گیاه اردیبهشت تا شهریورماه است. دانه‌های این گیاه تیره‌رنگ، کوچک و تخم‌مرغی شکل و در میوه‌ای پوستینه که به صورت کپسول تخم‌مرغی بوده و دارای ۲ خانه و محتوی ۸–۴ دانه‌است قرار دارند. دانه‌ها را از اواسط فصل بهار به بعد جمع‌آوری می‌نمایند.
«Plantain» یک نام هند و اروپایی به معنای «داروی زندگی» است. تحقیقات اخیر نشان می‌دهند که این نام نمی‌تواند چیزی دور از حقیقت باشد. بارهنگ گیاهی دائمی است که تصور می‌شود از اروپا و آسیا نشئت گرفته و اکنون در تمام دنیا
کشت می‌شود.

## ترکیبات شیمیایی
دانهٔ بارهنگ دارای چربی، صمغ، لیزاب، ترکیبات گلیکوزیدی است. لیزاب، گلبرگ و دانه‌های این گیاه در طب سنتی مصرف دارویی دارد و مولیکوزیدهای ایروئیدی (آکوبین)، تانن‌ها، کومارین‌ها، فلاونوئیدها نیز مواد موثرهٔ این گیاه هستند.

## ارزش غذایی
بارهنگ شامل ویتامین‌ها و مواد معدنی از قبیل: ویتامین ث، ویتامین آ، ویتامین کا، پتاسیم، آهن، فیبر، تانن و سدیم است. 

## محل رویش
گیاه بارهنگ تقریباً در تمام نقاط ایران در منطقهٔ وسیعی از دو قارهٔ اروپا و آسیا و همچنین شمال آفریقا و آمریکای شمالی می‌روید.